# Papiernia (Suwałki)
Papiernia – południowa część miasta Suwałki, ulica określana też jako osiedle.
Znajduje się tu wiele zakładów przemysłowych, zlokalizowanych w SSE.

## Obiekty znajdujące się na obszarze
- Litpol
- Malow
- Sudowia - Spółdzielnia Mleczarska
- Animex - zakłady drobiarskie
- Traffic - producent blachodachówki
- Majewski - produkcja okien i drzwi
- Recman - producent garniturów
- stacja kolejowa Suwałki
- Papiernia

Papiernia rozciąga się na południu Suwałk, po prawej stronie wjazdu od Augustowa. Obejmuje ulice: Papiernia, oraz cześć Wojska Polskiego